# Гротит
Гротит (англ. grothite; нім. Grothit m) — мінерал, різновид титаніту.

## Етимологія та історія
Названо на честь німецького мінералога, проф. Грота.

## Загальний опис
Мінерал містить Al (до 6,2 %), Fe3+ (до 5,9 %), TR (до 12 %).
Вперше знайдено в гранітах Плауена, поблизу Дрездена, Німеччина.